# Международный конкурс альтистов имени Примроуза
Международный конкурс альтистов имени Примроуза (англ. Primrose International Viola Competition) — конкурс исполнителей академической музыки, играющих на альте. Проводится в различных городах США и Канады, под покровительством разных университетов.
Первый конкурс был проведён в 1979 году в Университете Бригама Янга в городе Прово, штат Юта, где в последние годы жизни жил и преподавал выдающийся альтист Уильям Примроуз, возглавивший первое жюри. Во второй раз конкурс проводился в 1987 году, уже после смерти Примроуза, и был назван в его память. Вплоть до 2005 года конкурс проходил раз в два года, поначалу, как правило, совпадая со Всемирным конгрессом альтистов. С 2005 г. проходит каждые три года. При отсчёте истории конкурса от 1979 года он оказывается первым в истории специализированным соревнованием для исполнителей на альте: Международный конкурс альтистов имени Лайонела Тертиса, проходящий в Старом Свете, был впервые проведён в 1980 году.
В конкурсе участвуют исполнители не старше 29 лет. Абсолютным преимуществом пользовались на всём протяжении истории конкурса альтисты США: лишь в 1999 году представителей американской альтовой школы смог впервые потеснить с первого места иностранный музыкант.

## Конкурсы и победители
| год  | место проведения                                                | победитель                     |
| 1979 | Университет Бригама Янга, Прово, США                            | Джеральдина Уолтер (США)       |
| 1987 | Мичиганский университет, Энн-Арбор, США                         | Линн Ричбург (США)             |
| 1989 | Редлендский университет, Редлендс (Калифорния), США             | Дэниэл Фостер (США)            |
| 1991 | Итакский колледж, Итака (Нью-Йорк), США                         | Кирстен Доктер (США)           |
| 1993 | Северо-Западный университет, Эванстон (Иллинойс), США           | Нокутула Нгвеньяма (США)       |
| 1995 | Индианский университет в Блумингтоне, Блумингтон (Индиана), США | Кэтрин Басрак (США)            |
| 1997 | Техасский университет в Остине, Остин (Техас), США              | Кристина Кастелли (США)        |
| 1999 | Гуэлфский университет, Гуэлф, Канада                            | Лоуренс Пауэр (Великобритания) |
| 2001 | Элмхерстский колледж, Элмхерст (Иллинойс), США                  | Антуан Тамести (Франция)       |
| 2003 | Университет Сэмфорда, Хомвуд (Алабама), США                     | Чейень Чэнь (Тайвань)          |
| 2005 | Университет Бригама Янга, Прово, США                            | Дженнифер Стамм (США)          |
| 2008 | Университет штата Аризона, Финикс, США                          | Димитри Муррат (Бельгия)       |
| 2011 | Университет Нью-Мексико, Альбукерке, США                        | Айянэ Козаса (США)             |
| 2014 | Колбурновская школа, Лос-Анджелес, США                          | Чжанбо Чжэн (Китай)            |